# Spirited
Spirited är en amerikansk musikalisk julkomedifilm från 2022 i regi av Sean Anders, som även har skrivit och producerat den, tillsammans med bland andra John Morris. Det är en modern återberättelse av Charles Dickens novell En julsaga från 1843, samt även en så kallad satir över alla dess anpassningar som har gjorts genom åren. Filmens huvudroller spelas av Will Ferrell, Ryan Reynolds, Octavia Spencer, Sunita Mani, Patrick Page, Marlow Barkley och Tracy Morgan.

## Handling
I nästan två århundraden har Jacob Marley och spökena för Julens Förflutna, Nutid och Framtid, arbetat med att varje jul rädda en mänsklig själ. Spöket för Julens Nutid, tidigare känd som Ebenezer Scrooge, har varit berättigad till "pension" i decennier men har valt att fortsätta sitt uppdrag.
Denna gång väljer han att försöka rädda Clint Briggs, en framgångsrik men cynisk PR-konsult som anses vara "oräddbar". Trots varningar från Marley tror Present att Clints frälsning kan ha en positiv inverkan på mänskligheten.
Under förberedelserna inför den årliga "hemsökningen" bevittnar spökena hur Clint uppmuntrar sin unga systerdotter Wren att posta en komprometterande video av sin rival i skolvalet. Clints vice VD, Kimberly, som är ansvarig för att ha hittat videon, plågas av skuld men väljer att stanna kvar på företaget.
När hemsökningen börjar går det snabbt fel. Clint förför Spöket för Julens Förflutna, vilket tvingar Present att ta över tidigare än planerat. Clint är initialt avvisande men blir berörd när han konfronteras med minnen av sin avlidna syster Carrie och sin ex-flickvän Nora. Present avslöjar att han själv en gång var Scrooge, den enda andra "oräddbara" som lyckats förändras.
Efter att ha sett de negativa konsekvenserna av sina handlingar, inklusive en framtidsvision där Josh, Wrens rival, begår självmord på grund av videon, försöker Clint stoppa Wren från att posta den. Kimberly har dock redan övertygat Wren att inte göra det och säger upp sig från företaget.
När Present nästan blir påkörd av en buss räddar Clint honom, vilket leder till att Clint själv blir påkörd och dör. Han erkänns som frälst och erbjuds en plats i efterlivet, men väljer istället att bli det nya Spöket för Julens Nutid. Han fortsätter arbetet med att rädda själar tillsammans med sin syster Carrie, medan Present återvänder till jorden, gifter sig med Kimberly och bildar familj.

## Rollista
| Will Ferrell                                | – Ebenezer Scrooge (Nuvarande Julens Ande) |
| Ryan Reynolds/Nico Tirozzi/Thomas P. Gillis | – Clint Briggs                             |
| Octavia Spencer                             | – Kimberly                                 |
| Sunita Mani                                 | – Bonnie (Förgångna Julars Ande)           |
| Patrick Page                                | – Jacob Marley                             |
| Marlow Barkley                              | – Wren/Unga Carrie                         |
| Loren G. Woods/Tracy Morgan (röst)          | – Kommande Julars Ande                     |
| Aimee Carrero                               | – Nora                                     |
| Joe Tippett                                 | – Owen Briggs                              |
| Andrea Anders                               | – Carrie Briggs                            |
| Jen Tullock                                 | – Wendy Briggs                             |
| Lily Sullivan                               | – Margot/HR-spöke                          |
| P.J. Byrne                                  | – Mr. Alteli                               |
| Rose Byrne                                  | – Karen Blansky                            |
| Maximilian Lee Piazza                       | – Josh Hubbins                             |
| Gavin Maddox Bergman                        | – Oliver Twist                             |
| Judi Dench                                  | – Sig själv                                |
| Jimmy Fallon                                | – Sig själv                                |